# Ben Guerir
Ben Guerir o Benguerir (en árabe: ابن جرير), es una ciudad de Marruecos, capital de la provincia de Rehamna, en la región de Marrakech-Safí.
A 72 km de Marrakech, Ben Guerir es conocido por su producción de fosfato, su universidad y la presencia de la base militar más grande de Marruecos, la Base Aérea de Ben Guerir. Se encuentra en un eje principal que une las ciudades de El Kelaa des Sraghna y Safí de este a oeste de Marruecos, y de norte a sur las ciudades de Casablanca y Marrakech.
La región de Benguerir ha experimentado un importante dinamismo en los últimos años, gracias a varios proyectos puestos en marcha coronados por visitas reales en 2012 y 2017. El grupo OCP ha puesto en marcha un gran proyecto para la primera ciudad verde de África, la ciudad verde Mohammed VI, cuyo corazón es la Universidad Politécnica Mohammed VI, que pretende convertirse en un hub mundial y continental de investigación y formación en todas las disciplinas que interesan a Marruecos y África en general.